# 아마소나스주 (콜롬비아)

아마소나스 주

아마소나스주(스페인어: Departamento del Amazonas)는 콜롬비아 남부에 위치한 주로 주도는 레티시아이며 면적은 109,665km2, 인구는 74,541명(2013년 기준), 인구 밀도는 0.68명/km2이다. 1991년 10월 5일에 신설되었으며 11개 지방 자치체를 관할한다. 주 이름은 아마존강(아마소나스 강)에서 유래된 이름이다. 북쪽으로는 카케타 주와 바우페스 주, 북서쪽으로는 푸투마요 주와 접하며 동쪽과 남동쪽으로는 브라질, 남쪽으로는 페루와 국경을 접한다.

주기
주 문장

## 인구
| 연도    | 인구   | ±%      |
| ------- | ------ | ------- |
| 1938    | 6,414  | —       |
| 1951    | 7,619  | +18.8%  |
| 1964    | 12,962 | +70.1%  |
| 1973    | 15,677 | +20.9%  |
| 1985    | 39,937 | +154.7% |
| 1993    | 56,399 | +41.2%  |
| 2005    | 67,726 | +20.1%  |
| 2018    | 76,589 | +13.1%  |
| Source: |        |         |

## 같이 보기
- 아마소나스주 (베네수엘라)
- 아마조나스주